# Мунія новогвінейська
Му́нія новогвінейська (Mayrimunia tristissima) — вид горобцеподібних птахів родини астрильдових (Estrildidae). Мешкає на Новій Гвінеї.

## Опис
Довжина птаха становить 10-11 см, вага 8,2 г. Забарвлення переважно темно-коричневе, крила, хвіст і боки чорнувато-коричневі, надхвістя золотисто-коричневе. Голова поцяткована світлими плямками, першорядні покривні пера крил мають світлі кінчики. Очі темно-карі, дзьоб сизий, лапи сіруваті.

## Підвиди
Виділяють чотири підвиди:
- M. t. tristissima (Wallace, 1865) — північний захід Нової Гвінеї (півострів Чендравасіх);
- M. t. hypomelaena (Stresemann & Paludan, 1934) — захід Нової Гвінеї (від півострова Вандаммен[de] до гір Вейланд і Шарль-Луї);
- M. t. calaminoros (Reichenow, 1916) — північ Нової Гвінеї;
- M. t. bigilalei (Restall, 1995) — південний схід Нової Гвінеї (південь півострова Папуа).

Перлиста мунія раніше вважалася підвидом новогвінейської мунії, однак була визнана окремим видом.

## Поширення і екологія
Новогвінейські мунії мешкають на Новій Гвінеї, а також на сусідніх островах Батанта, Каркар, Лонг-Айленд і Умбой. Вони живуть в заростях високої трави на лісових галявинах та на узліссях тропічних лісів, у вторинних чагарникових заростях, на порослих травою берегах струмків в горах та на заплавних луках в долинах річок. Зустрічаються парами або невеликими сімейними зграйками, на висоті до 1700 м над рівнем моря. 
Новогвінейські мунії живляться насінням трав і бамбуків, ягодами, пагонами і комахами. На острові Каркар, де відсутні золотоголові таміки та інші комахоїдні птахи, комахи складають більшу частину раціону новогвінейських муній. Гніздування у них припадає на сезон дощів. Гніздо кулеподібне, діаметром 10 см, робиться парою птахів з переплетених гілочок і стебел трави, розміщується в кількох метрах над землею. Інкубаційний період триває 14 днів, пташенята покидають гніздо через 21-25 днів після вилуплення, однак батьки продовжують піклуватися про них ще 2 тижні.